# Oskar Böhme
Oskar Böhme (* 24. Februar 1870 in Potschappel; † 3. Oktober 1938 in Orenburg) war ein deutsch-russischer Trompeter und Komponist.

## Leben
Oskar Böhme war das dritte von sechs Kindern des sächsischen Trompeters und Musiklehrers Heinrich Wilhelm Böhme und seiner Frau Juliane Henriette. Von seinem Vater, der in der angesehenen Knappschaftskapelle der Freiherrlich von Burgker Steinkohlenwerke spielte, erhielt Böhme die erste musikalische Ausbildung. Sein Instrument wurde das Cornet à pistons. Von 1885 bis 1894 tourte er bereits als Solist durch Europa. In dieser Zeit studierte er auch Komposition am Hamburger Konservatorium und in Berlin. Danach war er bis 1896 Mitglied des Opernorchesters in Budapest. Er kehrte nach Deutschland zurück, studierte am Leipziger Königlichen Conservatorium Musiktheorie, Komposition und Klavier und machte dort seinen Abschluss.
1898 ging Böhme nach Sankt Petersburg, wo er im September 1902 als Kornettist in das Orchester des Mariinski-Theaters aufgenommen wurde, der Kaiserlichen Oper. Eine Bedingung für seine Beschäftigung war die Annahme der russischen Staatsbürgerschaft, die ihm Zar Nikolai II. im November 1901 verliehen hatte. 19 Jahre spielte Böhme im Orchester der Petersburger Oper, seit 1916 als Solist. Kurz nach Kriegsbeginn wurde er Ehrenbürger von Sankt Petersburg.
Die Machtergreifung der Bolschewiki griff auch in Böhmes Leben ein. Obwohl er sich 1918 freiwillig für zwei Jahre als Musiker in einem Petrograder Grenzregiment der Roten Armee verpflichtet hatte, fiel er 1921 den einschneidenden ideologischen Veränderungen in der sowjetischen Theaterlandschaft zum Opfer und musste seinen Abschied im Mariinski-Theater nehmen. Nach 1921 leitete Böhme die Trompetenklasse der Rimski-Korsakow-Musikschule in Petrograd/Leningrad. Von 1930 bis 1934 war er Orchestermitglied des Großen Dramentheaters, des späteren Gorki-Theaters.
Wie viele Petersburger wurde Böhme in den folgenden Jahren Opfer des Großen Terrors, der Verfolgungskampagne von Josef Stalin. Nach einer ersten Verhaftung im August 1930 wegen Verbreitung chauvinistischer Propaganda unter den Leningrader Deutschen nahm das NKWD ihn im April 1935 ein zweites Mal fest. Diesmal lautete der Vorwurf auf „antisowjetische Propaganda“ und „Teilnahme an einer konterrevolutionären Organisation“. Böhme wurde daraufhin für drei Jahre in die Stadt Orenburg an der Grenze zu Kasachstan verbannt. Über seinen weiteren Verbleib wurde lange spekuliert. Ein Augenzeuge behauptete später, er habe Böhme noch 1941 in einem Arbeitslager in Turkmenistan gesehen.
2015 wurde in Deutschland durch eine Spiegel-Veröffentlichung bekannt, dass Böhme bereits im Oktober 1938 in Orenburg erschossen worden war. Der Weißrusse Anatolij Jakowlewitsch Rasumow, der an der Russischen Nationalbibliothek tätig ist und seit 1995 die Buchreihe Leningrader Martyrologium herausgibt, die das Schicksal der Opfer des Großen Terrors aus St. Petersburg dokumentiert, hatte Böhmes Tod aufgeklärt. Weitere Nachforschungen ergaben, dass Böhme in Orenburg am 15. Juni 1938 zum dritten Mal verhaftet worden war. Diesmal wurde ihm die Bildung einer Spionageorganisation vorgeworfen, die „Diversionsakte bei der Eisenbahn und auf Orenburger Flugplätzen“ vorbereitet habe. Am 3. Oktober fällte die Troika des Orenburger NKWD das Todesurteil, das sofort vollstreckt wurde. Wo Böhme begraben wurde, ist unbekannt.
Böhmes Frau Alexandra Ignatjewna Jakowlewa, eine 1855 geborene russische Geschäftsfrau, die er 1898 in Petersburg geheiratet hatte, war bereits 1909 an einem Herzinfarkt verstorben.
Im Januar 1989 rehabilitierte das Militärtribunal des Wolga-Militärbezirks Oskar Böhme. Nach Prüfung aller Akten aus dem Jahr 1938 kam es zu dem Schluss, dass die damaligen Anklagen durch das NKWD gefälscht worden seien, eine von Böhme geführte konterrevolutionäre Organisation im Orenburger Gebiet nie existiert und damit auch kein Verbrechen vorgelegen habe.
Schon vor seiner Anstellung im Theater hatte Böhme 1899 sein bedeutendstes Werk komponiert: das „Concert e-Moll für Trompete in A (Cornet à pistons) mit Clavierbegleitung“ op. 18. Kein einziger bedeutender Komponist der romantischen Ära hatte bis zu dieser Zeit ein solistisches Werk für die Trompete komponiert. Mit dem e-Moll-Konzert gelang Böhme ein großer Wurf. Es wurde „das einzige authentische Trompetenkonzert der romantischen Ära“, also fast des gesamten 19. und frühen 20. Jahrhunderts. Bereits im Juni 1899 wurde das Werk im Leipziger Konservatorium aufgeführt, 1904 erstmals in den USA. Zusammen mit dem in Braunschweig geborenen Wilhelm Wurm und dem Coburger Wassili Brandt, die ebenfalls beide nach Russland gingen, gilt Böhme als wichtigster Begründer der sowjetischen Blechbläserschule. Seine Kompositionen sind in das internationale Standardrepertoire der Trompete eingegangen und werden von Brass-Bands in aller Welt gespielt. An vielen Musikschulen findet man sie als Ausweis trompeterischen Könnens unter den Prüfungsstücken der Trompeterklassen. Auch in Sankt Petersburg stehen seine Werke heute erneut auf den Spielplänen.

## Werke
- Emma-Polka, Fräulein Emma Schmid gewidmet (ohne Opus), 1889
- Souvenir de St. Pétersbourg, Polka Brillante für Cornet und Klavier 1893 (ohne Opus)
- op. 6 Wiesbadener Gartenfest-Polka („Souvenir de Wiesbaden“) für Cornet à pistons in B (Wiesbaden, August 1893)
- op. 7 Berceuse – Wiegenlied für Cornet und Klavier
- op. 9 Zwei Lieder für eine Singstimme mit Klavier
  - No. 1: „Du bist wie eine Blume“ (Heine)
  - No. 2: „Herz, mein Herz sei nicht beklommen“
- op. 10 Scherzo für zwei Cornets à Pistons und Klavier (Herrn Albert Meichelt, Kammermusiker und Lehrer an der Akademie der Tonkunst zu München gewidmet)
- op. ? Souper-Csárdás für Pianoforte 1896
- op. 16 Im süßem Zauber – Gesang und Klavier (gewidmet Fräulein Lisbeth Hoffheiser) 1896[9]
- op. 17 „Margarethen’s Lied“ für eine Singstimme und Piano, Text v. Victor v. Scheffel
- op. 18 Konzert e-Moll für Trompete in A, Petersburg (Herrn Ferdinand Weinschenk, Lehrer am Königl. Conservatorium zu Leipzig gewidmet) 1899
- op. 19 Entsagung. Romanze für Cornet á Pistons mit Pianoforte 1899
- op. 20 24 melodische Übungen für Trompete in B oder A (Cornet à pistons), Petersburg, 1899
- op. 22
  - No. 1: Serenade für Cornet und Klavier 1902
  - No. 2: Liebeslied für Cornet und Klavier 1902
- op. 23 Soirée de St Petersbourg, Romanze für Cornet à pistons und Harfe oder Clavier, Petersburg 1900
- op. 25 La Napolitaine, Tarantelle, Petersburg 1902
- op. 28 Zwei Dreistimmige Fugen für Trompete, Althorn und Baryton (Trombone) oder Cornet, Waldhorn und Tenorhorn (Trombone); Nr.1 Es-Dur, Nr.2 e-Moll
- op. 30 Sextett es-Moll für Blechbläser-Ensemble („Trompeten-Sextett“), Petersburg, ca. 1907
- op. 31 Ballettscene für Clavier und Orchester, Petersburg 1907
- op. 32 Danse russe, Petersburg, ca. 1910
- op. 33 Drei Lieder für vierstimmigen Frauenchor a cappella
  - No. 1: „Es fing ein Knab’ ein Vögelein“ (W. Goethe)
  - No. 2: „Die Lehre“ (H. Heine)
  - No. 3: „Der Schmetterling ist in die Rose verliebt“ (H. Heine)
- op. 34 „Jesu Freundesruf“, 3 schlichte Lieder für eine Singstimme mit Klavierbegleitung
- op. 35 Zwei geistliche Gesänge für vierstimmigen Frauenchor
  - No. 1.: Heb’ an, o Herr, zu segnen (Friedrich Oser), Trauungsgesang
  - No. 2: „Unser Vater in dem Himmel“ (Matthäus VI, 9 - 13)
- op. 36 „Einseitige Liebe“ (Lukillios), Lamento für gemischtes Soloquintett und vierstimmigen Frauenchor
- op. 37 „Hüte dich“ (Lingg), Gesang für vierstimmigen Frauenchor
- op. 38 Zwei Lieder für vier Frauenstimmen, Solo oder Chor
  - No. 1: „Glück“ (Eichendorff)
  - No. 2: „Andenken“ (Eichendorff), Frau Alice von Hübbenet zugeeignet
- op. 41
  - No. 1: „An die Liebe“ (J. H. Jacobi) für eine Singstimme und Klavierbegleitung
  - No. 2: „Abendlied“ für eine Singstimme und Klavierbegleitung
- op. 42 Drei charakteristische Tanzformen für drei Trompeten u. drei Posaunen
  - No. 1: „Festzug“ (Alla Polacca)
  - No. 2: „Gavotte“
  - No. 3: „Ländlerweisen“
- op. 44 Nachtmusik
- op. 45 Fantasie über russische Volksklänge[10]
- op. 46 Rokoko Suite
- op. 47
  - No. 1: „O grosser Gott“, Geistliches Lied für eine Singstimme mit Klavier- oder Orgelbegleitung (Worte: Heinrich Collin)
  - No. 2: „Nach dir, Herr, verlangt mich“, Geistliches Lied für eine Singstimme und Klavier oder Orgel (Psalm 25, 1-6)
  - No. 3: „Pastorale“ für 2 Oboen und Orgel
  - No. 4: „Weihnachtsgesang“ für eine Singstimme, 2 Oboen und Klavier oder Orgel
  - No. 5: „Mein Kirchlein“, Worte von K. Ebersberger (gesungen von Frau Alice von Hübbenet)
  - No. 6: „Die Gottseligkeit ist zu allen Dingen nütz“, Geistliches Lied für eine Singstimme und Harmonium
  - No. 7: „Wenn man sein Kreuz nicht mehr tragen kann“, Geistliches Lied für eine tiefe Stimme und Harmonium
  - No. 8: „Hier steh’ ich und klopfe an deine Tür“, Geistliches Lied für eine tiefe Stimme und Harmonium
- op. 48 „Segen“, für Männerquartett und gemischten Chor, Orgel und Blasinstrumente
- op. 49 "God liveth yet", für Gemischten Chor, 1923 (Text: George Albert Simons)[11]
- op. 50 „Prolog zur Auferstehung“, Kantate für Solo, gemischten Chor, Klavier und Orgel 1923
- op. 51
  - No. 1: „Suomis weisse Rose“, für eine Singstimme mit Klavierbegleitung
  - No. 2: „Maiglöckchen“
    - Fassung 1 in A-Dur: Duett für 2 Frauenstimmen (Sopran und Alt) und Klavierbegleitung, komponiert im März 1924 (Text: George Albert Simons, Helsingfors, 25. Mai 1923)
    - Fassung 2 in As-Dur: Duett für 2 Trompeten und Orchester (oder mit Klavierbegleitung), Leningrad, März 1934
- op. 52 aus der Musik zu Göthes „Faust“
  - No. 1: „Branders Lied“
  - No. 2: „Der Schäfer putzt sich zum Tanz“, für gemischten Chor
- op. 53 No. 1: „O Vater unser“ 1924
- op. 55 „Das Blasorchester der Jugend“, No.1 - 12
  - No. 1. „Feierlicher Marsch“
  - No. 2: „Fest-Marsch“
  - No. 3: „Signal-Marsch“ (B)
  - No. 4: Signal-Marsch (Es)
  - No. 5: „Festgesang“
  - No. 6: Polka „Immer fidel“
  - No. 7: Walzer „Gute Kameradschaft“
  - No. 8: Galopp „Jugend voran“ (unvollendet)